# EuroDIG
EuroDIG („European Dialogue on Internet Governance“) ist eine seit 2008 jährlich stattfindende europaweite Diskussionsplattform für Fragen der Internet Governance. Sie wird von wechselnden Organisationen der europäischen und der nationalen Ebene ausgerichtet. Die Veranstaltung folgt dem Multistakeholder-Ansatz. Teilnehmer sind Vertreter der Zivilgesellschaft, Industrievertreter und Mitglieder der technischen und akademischen Communitys sowie europäische Institutionen wie EU-Ratspräsidentschaft, Europäische Kommission, Europäisches Parlament, Europarat und Europäische Rundfunkunion.

## Idee und Zielsetzung
EuroDIG wurde 2008 zur regionalen Koordination und Vorbereitung des Internet Governance Forums gegründet. Es bietet europäischen Stakeholdern die Möglichkeit, Fragen der Internet Governance zu diskutieren und so darauf Einfluss zu nehmen, nach welchen Regeln und unter wessen Führung und Aufsicht der Ausbau und die Verwaltung des Internets voranschreiten. Die Diskussionsplattform ist offen für informelle und inklusive Gespräche und den Dialog mit Stakeholdern aus ganz Europa.
Zu den Zielen gehört es, gemeinsame Positionen herauszuarbeiten, bzw. die Vielfalt der jeweiligen Ansichten abzubilden und auf die Arbeit des Internet Governance Forum einzuwirken. Im Zentrum stehen Themen wie IT-Sicherheit vs. Integrität, offenes Internet und Menschenrechte, kritische Ressourcen und Infrastruktur, Netzneutralität und ähnliche. EuroDIG ist kein Entscheidungsgremium. Die Diskussionen führen also nicht unmittelbar zu verbindlichen Entscheidungen, allerdings ist EuroDIG als größte und wichtigste Veranstaltung zur Internet Governance in Europa ein wichtiger Impulsgeber für nationale und internationale Gesetzgebungsprozesse.

## Bisherige Veranstaltungen
Die Veranstaltung findet im jährlichen Rhythmus an wechselnden Orten statt (2008: Straßburg, 2009: Genf, 2010: Madrid,  2011: Belgrad, 2012: Stockholm, 2013: Lissabon). Veranstalter von EuroDIG 2011 waren u. a. der Europarat, das schweizerische Bundesamt für Kommunikation und die Europäische Rundfunkunion. An der EuroDIG 2012 nahmen u. a. Carl Bildt, Alexander Alvaro, Thorbjørn Jagland und Silvia von Schweden teil.